# Дзуйхо (авианосец)
Дзуйхо — лёгкий японский авианосец времён Второй мировой войны. Относится к серии авианосцев типа «Дзуйхо». Всего было построено два корабля: «Дзуйхо» и «Сёхо».

## История создания
После того, как Лондонский морской договор 1930 г. закрыл лазейку, позволявшую строить авианосцы водоизмещением менее 10 000 т., не включавшиеся в лимит страны на общий тоннаж авианосцев, который с закладкой «Сорю» и «Хирю» был уже исчерпан, в Императорском флоте немедленно придумали, как обойти новые ограничения. Японские кораблестроители разработали базовый проект вспомогательного военного корабля, в конструкцию которого была изначально заложена возможность его быстрой конверсии из плавбазы подводных лодок в эскадренный танкер или лёгкий авианосец. Таким образом, Императорский флот, не нарушая никаких договорных обязательств, мог заказать постройку этих кораблей, с прицелом на то, что после выхода из системы договоров, их можно будет оперативно перестроить в соответствии с потребностями флота в том или ином классе.
Первым кораблём такого типа стал 10 000-тонный «Тайгэй». Затем, в рамках «2-й программы пополнения флота», утверждённой в 1934 г., было заложено ещё два: «Цуругидзаки» и «Такасаки». Все три корабля были строились как плавбазы подводных лодок («Такасаки» так и не был достроен), но после выхода Японии из системы морских договоров была начата их плановая конверсия. 27 декабря 1940 г. в состав флота был принят перестроенный в лёгкий авианосец «Такасаки», переименованный в «Дзуйхо» («Счастливый (приносящий удачу) феникс»). 30 ноября 1941 г. в строй вступил перестроенный «Цуругидзаки», получивший имя «Сёхо» («Приносящий удачу феникс»). Дольше всего затянулась конверсия «Тайгэй», переименованный в «Рюхо» («Дракон-феникс»), он вошёл в состав флота лишь 30 ноября 1942 г.
Размеры «Дзуйхо» и «Сёхо» после перестройки в авианосцы составили 205,5 м в длину и 18,2 м в ширину, полное водоизмещение достигло 13 950 т. На кораблях были демонтированы надстройки, вместо которых были надстроены одноярусные ангары на 30 самолётов. Поверх ангаров были смонтированы полётные палубы 180 м в длину и 23 м в ширину в средней части. Палуба была снабжена двумя самолётоподъёмниками, шестью авиафинишёрами и двумя аварийными барьерами. Как и у большинства японских лёгких авианосцев, надстройка отсутствовала, а мостик в виде остеклённой галереи располагался в носовой части ангара, под полётной палубой.
Перестройка включала в себя и замену силовой установки. Для упрощения снабжения и повышения дальности дизельные двигатели были заменены на паровые турбины того же образца, что стояли на новейших японских эсминцах типов «Кагеро» и «Югумо». Четыре котла и две турбины развивали мощность в 52 000 лс и обеспечивали максимальную скорость в 28 узлов [52 км/ч]. Дальность плавания составляла 7800 миль [14 400 км]. Отвод дыма осуществлялся с помощью одной трубы по правому борту, имевшей наклон назад и вниз.
Бронирование у кораблей отсутствовало. Зенитное вооружение состояло из четырёх спаренных универсальных 127-мм/40 орудий, спонсоны которых были симметрично расположены по обоим бортам. За ближний радиус ПВО отвечали четыре спаренных 25-мм/60 зенитных автомата на «Дзуйхо» и столько же строенных на «Сёхо». В целом, этот проект можно было считать удачным. Императорский флот получил два лёгких и достаточно быстроходных корабля, не способных, конечно, решать самостоятельные задачи, но весьма полезных для авиационного прикрытия небольших соединений.

## История службы
Погиб в сражении в заливе Лейте 25 октября 1944 года, когда выполнял миссию отвлечения 3-го американского флота от пролива Сан-Бернардино (под ком. капитана Каидзука Такео). В него попало 2 торпеды и 4 бомбы, и множество бомб разорвалось рядом, затем он получил ещё 10 близких разрыва и 25 октября в 14:26 затонул. Капитан избежал гибели, так как спасся вместе с большей частью команды.